# Leubsdorf (Saxe)
Pour les articles homonymes, voir Leubsdorf.

Leubsdorf  est une commune de Saxe (Allemagne), située dans l'arrondissement de Saxe centrale, dans le district de Chemnitz.